# Srđan Hrstić
Srđan Hrstić (in serbo Срђан Хрстић?; Sombor, 18 luglio 2003) è un calciatore serbo, attaccante dell'Häcken.

## Carriera

### Club
Nato a Sombor, è cresciuto nel settore giovanile dello Spartak Subotica con cui ha debuttato il 19 giugno 2020 nell'incontro di Superliga perso 2-0 contro il Napredak Kruševac. Il 22 agosto 2021 è andato a segno per la prima volta realizzando una doppietta nell'incontro di campionato vinto 3-2 sempre contro il Napredak.
Il 4 agosto 2023 è stato acquistato a titolo definitivo dall'Häcken.

### Nazionale
Ha giocato nelle nazionali giovanili serbe Under-16, Under-17, Under-19 ed Under-21.

## Statistiche

### Presenze e reti nei club
Statistiche aggiornate al 12 dicembre 2023.
| Stagione        | Squadra          | Campionato      | Campionato | Campionato | Coppe nazionali | Coppe nazionali | Coppe nazionali | Coppe continentali | Coppe continentali | Coppe continentali | Altre coppe | Altre coppe | Altre coppe | Totale | Totale | Totale |
| Stagione        | Squadra          | Comp            | Pres       | Reti       | Comp            | Pres            | Reti            | Comp               | Pres               | Reti               | Comp        | Pres        | Reti        | Pres   | Reti   |        |
| --------------- | ---------------- | --------------- | ---------- | ---------- | --------------- | --------------- | --------------- | ------------------ | ------------------ | ------------------ | ----------- | ----------- | ----------- | ------ | ------ | ------ |
| 2019-2020       | Spartak Subotica | SL              | 1          | 0          | CS              | 0               | 0               |                    | -                  | -                  |             | -           | -           | 1      | 0      |        |
| 2020-2021       | Spartak Subotica | SL              | 4          | 0          | CS              | 0               | 0               |                    | -                  | -                  |             | -           | -           | 4      | 0      |        |
| 2021-2022       | Spartak Subotica | SL              | 17         | 3          | CS              | 1               | 0               |                    | -                  | -                  |             | -           | -           | 18     | 3      |        |
| 2022-2023       | Spartak Subotica | SL              | 27         | 6          | CS              | 1               | 1               |                    | -                  | -                  |             | -           | -           | 28     | 7      |        |
| ago. 2023       | Spartak Subotica | SL              | 1          | 1          | CS              | 0               | 0               |                    | -                  | -                  |             | -           | -           | 1      | 1      |        |
| 2023            | Häcken           | A               | 10         | 2          | CS              | 1               | 0               | UEL                | 8                  | 4                  |             | -           | -           | 19     | 6      |        |
| Totale carriera | Totale carriera  | Totale carriera | 60         | 12         |                 | 3               | 1               |                    | 8                  | 4                  |             | -           | -           | 71     | 17     |        |

## Palmarès

### Club

#### Competizioni nazionali
- Coppa di Svezia: 1

Häcken: 2024-2025